# Дюрк, Фридрих
Фридрих Дюрк (нем. Friedrich Dürck; 28 августа 1809, Лейпциг — 25 октября 1884, Мюнхен) — немецкий художник.

## Биография

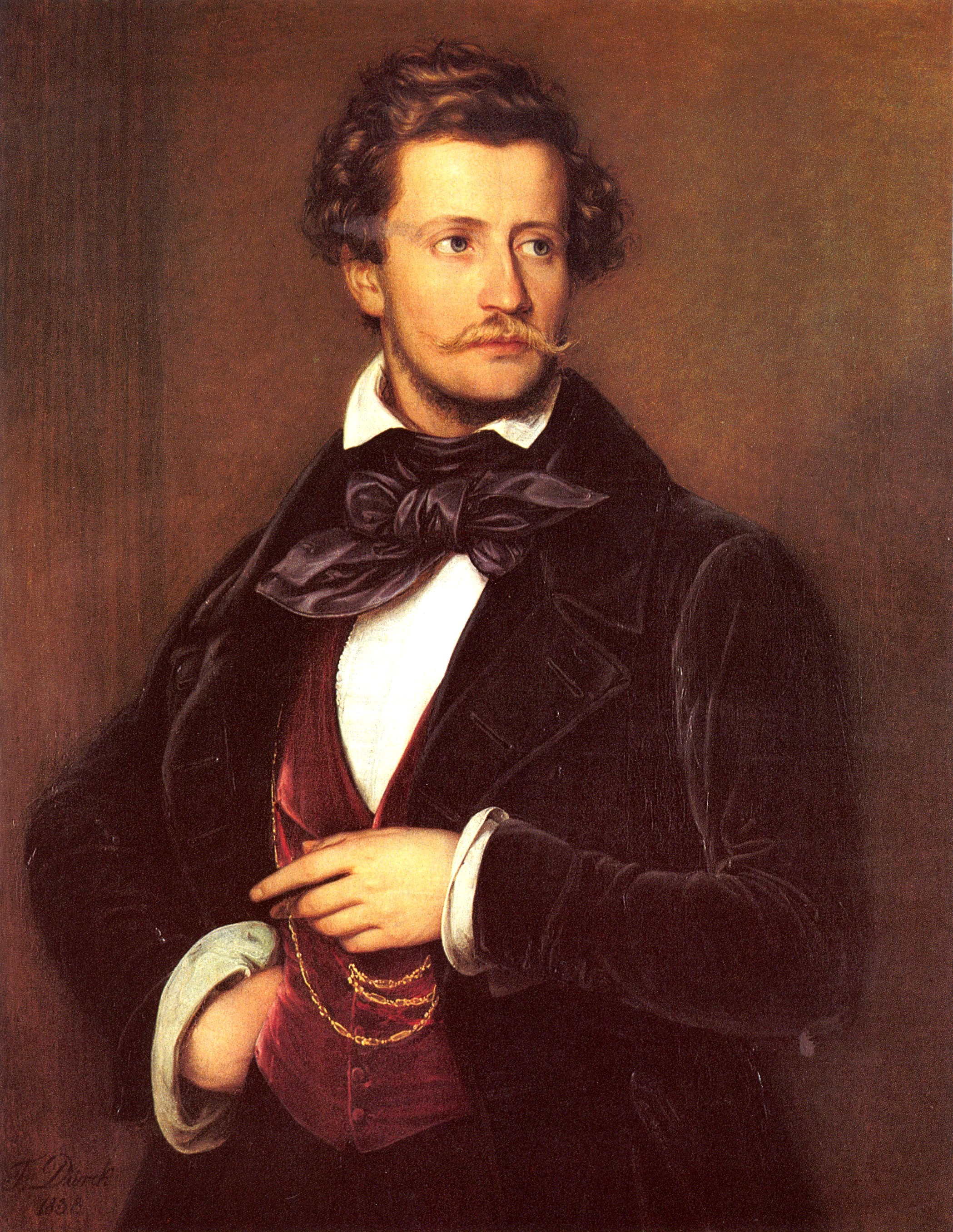
Портрет художника Франца Ганфштенгля (1832)

Племянник и ученик Йозефа Карла Штилера; в частности, ассистировал Штилеру в работе над портретами для Галереи красавиц, а известный портрет Гёте работы Штилера часто воспроизводится по копии Дюрка.
Известен жанровыми сценами и портретами, в том числе титулованных особ (в частности, поздним — 1858 — портретом великой княжны Марии Павловны, герцогини Саксен-Веймарской).